# Skarżyska Oficyna Wydawnicza
Skarżyska Oficyna Wydawnicza SOWA – podziemne wydawnictwo Skarżyska-Kamiennej publikujące w latach 1984–1989. 

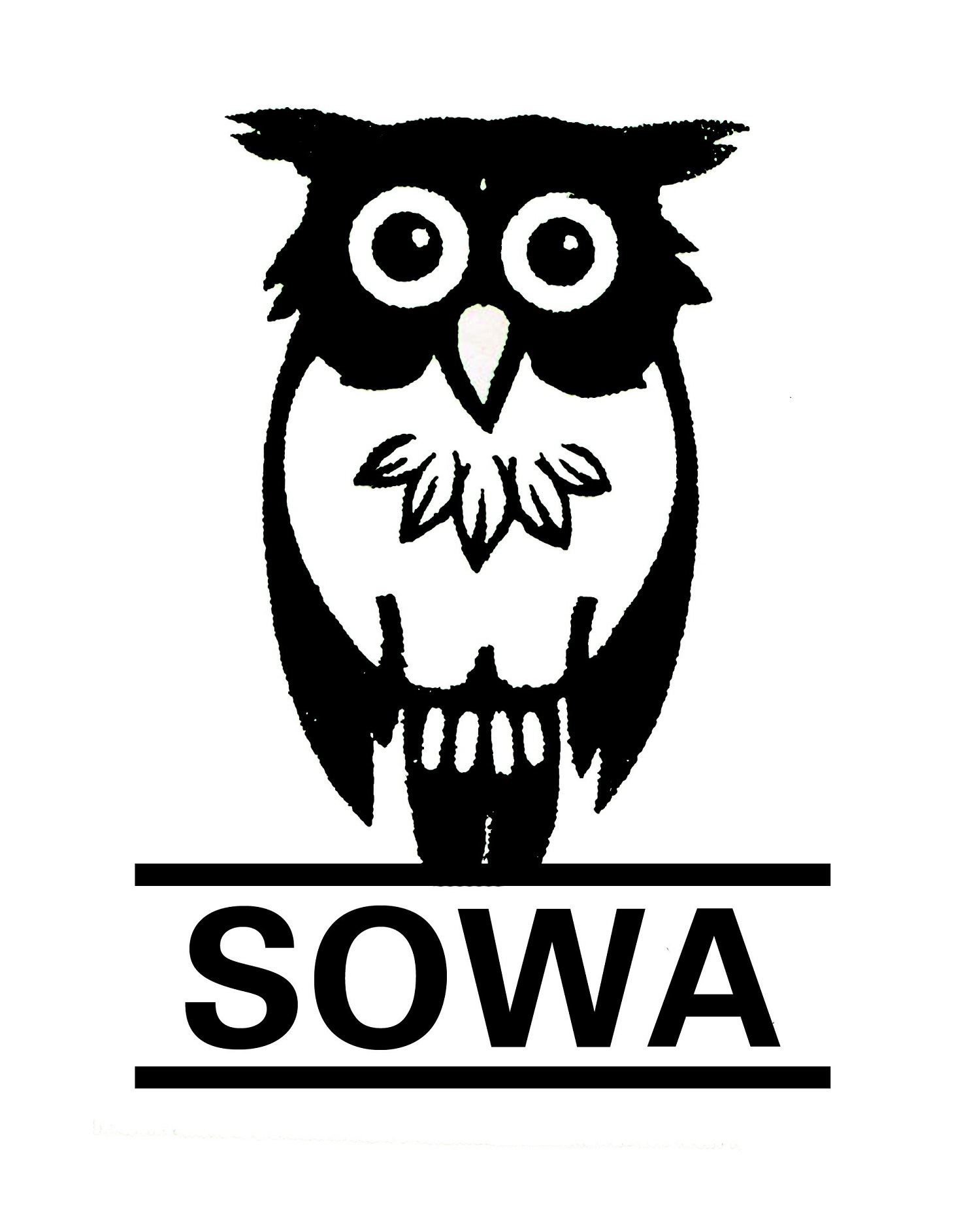
Logo wydawnictwa "Sowa"

## Geneza
Pomysłodawcą i założycielem powstałego na przełomie 1983 i 1984 r. wydawnictwa „Sowa” był zamieszkały w Skarżysku-Kamiennej Jarosław Malik, student Politechniki Warszawskiej, działacz NZS, reprezentant Polski w wioślarstwie, w latach 1983-88 członek warszawskich Grupy Oporu „Solidarni”, dziennikarz radiowy. Większość wydawnictw drugiego obiegu wydawniczego lat 80. powstała na bazie wcześniej istniejących struktur związkowych lub opozycyjnych i koncentrowała swoją działalność wokół już istniejących środowisk. „Sowa” jest znaczącym odstępstwem od tej reguły. Twórcom „Sowy” chodziło o stworzenie poważnego wydawnictwa podziemnego, które byłoby w stanie oprzeć się aparatowi Służby Bezpieczeństwa i prowadzić działalność długofalową. Z tego powodu środowisko wydawnictwa było niewielkie i tylko nieliczni mieli z nim kontakt. Bezpośrednio w prace wydawnicze zaangażowanych było tylko kilkanaście osób z najbliższego otoczenia Jarosława Malika. Wydawnictwo, bez wpadki, zakończyło swoją podziemną działalność w marcu 1989 r.

## Główni animatorzy
Do ścisłego grona animatorów działalności Skarżyskiej Oficyny Wydawniczej należeli: Jarosław Malik, Janusz Gębski – student Politechniki Krakowskiej, pochodzący z Długojowa, gm. Zagnańsk, Tadeusz Sikora – student KUL, zamieszkały w Skarżysku-Kamiennej oraz Mariusz Sikora – uczeń Technikum Elektrycznego w Skarżysku-Kamiennej.

## Współpracownicy
Do grona współpracowników Skarżyskiej Oficyny Wydawniczej którzy przez długi czas wspierali działalność oficyny należeli: 
- Ryszard Tomtas – pracownik skarżyskiego węzła kolejowego, działacz związkowy "NSZZ Solidarność". Internowany w 1981 r., później aresztowany i szykanowany przez SB służył pomocą wydawnictwu w latach 1985-87.
- Łukasz Perzyna (piszący pod pseudonimem „Jacek Łowicki”) – uczeń Liceum Batorego w Warszawie, zwycięzca Centralnej Olimpiady Polonistycznej w 1981 r., w późniejszym okresie dziennikarz radiowy i telewizyjny.
- Jerzy Surdykowski (piszący pod pseudonimem „Economus”) – publicysta, dziennikarz, po 1989 r. konsul generalny RP w Nowym Jorku i ambasador w kilku państwach azjatyckich
- Magdalena Merta (pisząca pod pseudonimem „Dorota Grobelska”) – studentka polonistyki Uniwersytetu Warszawskiego, później burmistrz dzielnicy Warszawa-Ochota.
- Anna Stępień (dziś Mączka), aktywnie współorganizowała składanie i kolportaż książek a w jej skarżyskim mieszkaniu krzyżowało się większość dróg ludzi wydawnictwa.
- Majka Renkowksa, pracownik Biura Planowania Miasta Stołecznego Warszawy - współpracowała przy łamaniu gazet podziemnych i zaopatrywała wydawnictwo w pomoce do tworzenia makiet.
- Henryk Ungier, mieszkaniec Skarżyska-Kamiennej, przez cały okres działalności wydawnictwa zapewniał mu transport, Czesław Możejko, gospodarz na jednym z osiedli dzielnicy Warszawa-Ochota, Iza Gula, w mieszkaniu której w Skarżysku-Kamiennej dokonywano często składania książek, małżeństwo Urszuli i Tadeusza Goryców, w których mieszkaniu przetrzymywano od czerwca 1988 r. maszynę do pisania i archiwalne numery podziemnego Tygodnika Mazowsze, Włodzimierz Sieczka, który wspierał działalność „Sowy”, organizując i aktywnie uczestnicząc w działalności ulotkowej w mieście, Mirosław Sułek, który brał udział w akcjach ulotkowych na terenie Skarżyska-Kamiennej.

Spośród bliskich współpracowników i przyjaciół wydawnictwa należy wymienić: 
- prof. Tadeusza Kłopotowskiego – jednego z pierwszych doradców powstającej w Warszawie w 1980 r. „Solidarności”, później wydawcę „Gazety Podlaskiej” i senatora I kadencji.
- Mieczysława Gila – przewodniczącego Komisji Robotniczej Hutników NSZZ „Solidarność” w Hucie im. Lenina i przewodniczącego Zarządu Regionu Małopolska NSZZ „Solidarność”.
- Krzysztofa Nurzyńskiego – przewodniczącego NSZZ „Solidarność” Zakładów Metalowych w Skarżysku-Kamiennej.
- Krzysztofa Głąba – działacza NSZZ „Solidarność” Zakładów Metalowych w Skarżysku-Kamiennej.
- Zbigniewa Lange, ps. "Bór", żołnierza Zgrupowania Partyzanckiego “Ponury-Nurt” w Górach Świętokrzyskich, przyjaciela młodych wydawców, mieszkańca Skarżyska-Kamiennej, który wspierał wydawnictwo przechowując znaczną część materiałów poligraficznych.
- Mariana Kuleckiego – szefa Komisja Interwencji i Praworządności Zofii i Zbigniewa Romaszewskich w Skarżysku-Kamiennej oraz Mieczysława Woźniaka – wspaniałego patrioty i przyjaciela wydawnictwa.
- Małżeństwo Małgorzaty i Tadeusza (Kuby) Jakubowskich, których mieszkanie przy ul. Tatrzańskiej w Kielcach było miejscem spotkań i dyskusji.

Z wydawnictwem współpracowali także Piotr Fudalej – pracownik skarżyskiego Polmozbytu, Katarzyna Misiowiec, uczennica II Liceum Ogólnokształcącego w Skarżysku-Kamiennej, Tomasz Kandyba – student Politechniki Warszawskiej, zamieszkały w Skarżysku-Kamiennej, Wojciech Kuna – pracownik Zakładów Metalowych, zamieszkały w Skarżysku-Kamiennej oraz Natasza i Ryszard Gawlikowie prowadzący w Kielcach działalność Komisji Interwencji i Praworządności Regionu Mazowsze NSZZ „Solidarność”.

## Bilans wydawniczych dokonań

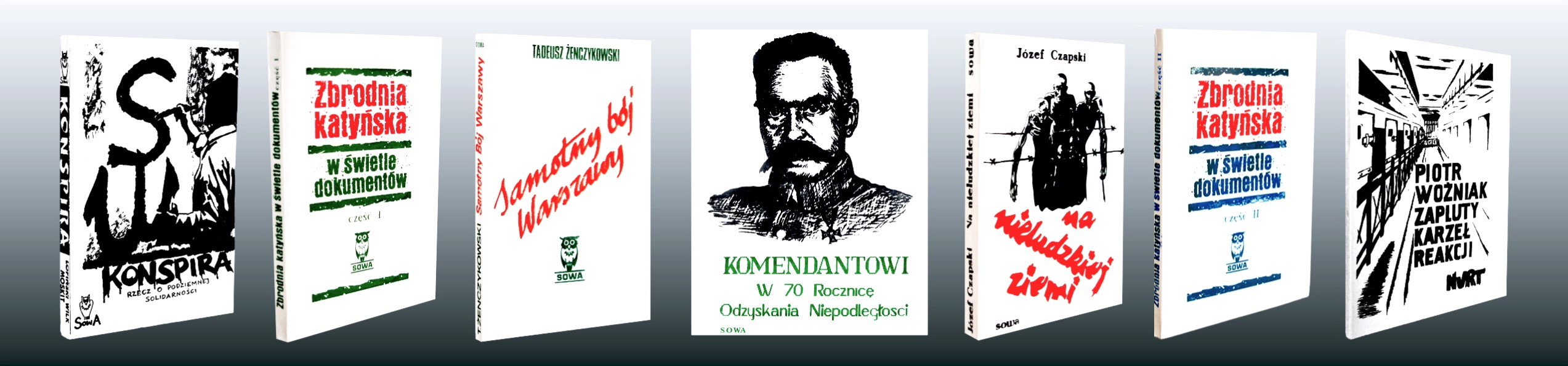
Okładkę do książki "Konspira" oraz "Na Nieludzkiej Ziemi" zaprojektował Tomasz Mazur, student UW

- Pierwszą pozycją wydawniczą była wydana w 1984 r. „Konspira. Rzecz o Podziemnej Solidarności” Macieja Łopińskiego, Marcina Moskita i Mariusza Wilka. Kolportaż książki rozpoczął się na początku 1985 r., a całkowity nakład osiągnął około 1 300 egzemplarzy.
- W latach 1985–1986 „Sowa” wydrukowała i rozprowadziła w regionie świętokrzyskim około 2 500 egzemplarzy książki „Na nieludzkiej ziemi” Józefa Czapskiego.
- W latach 1986–1987 Skarżyska Oficyna Wydawnicza wydała w dwóch tomach obszerną pracę zbiorową „Zbrodnia katyńska w świetle dokumentów”. Całkowita ilość wolumenów zamknęła się liczbą około 3 000 egzemplarzy.
- W latach 1987–1988 produktem pracy wydawniczej „Sowy” była książka „Zapluty karzeł reakcji” Piotra Woźniaka. Cały nakład książki przekroczył 1 500 egzemplarzy.
- W 1988 r. „Sowa” wydała kolejną pozycję książkową: „Samotny bój Warszawy” Tadeusza Żenczykowskiego. W tym przypadku nakład książki przekroczył także 1 000 egzemplarzy.
- Całkowity dorobek wydawnictwa zamknął się liczbą około 10 000 wolumenów książkowych.
- Od 1985 r. do jesieni 1989 r. „Sowa” wydawała także dwie podziemne gazety regionalne: „Ulotkę Świętokrzyską” i „Nurt”. Łącznie wydano 23 numery „Ulotki” i 24 numery gazety „Nurt”. Nakłady obu gazet były bardzo zróżnicowane, od 8 500 egzemplarzy pierwszego numeru „Ulotki”, jeszcze rozprowadzanej w formie ulotkowej, do zaledwie 600 egzemplarzy w przypadku czwartego numeru „Nurt”.
- W latach 1983–89 „Sowa” drukowała na zlecenie innych środowisk, w tym Radomia i Kielc, m.in. wybór wierszy o Józefie Piłsudskim czy też pierwszy numer gazety „Tematy” na prośbę kilku działaczy „Solidarności” lat 80-81. W tym drugim przypadku cały nakład gazety, 1500 egzemplarzy, został skonfiskowany przez SB.

## Profil i działalność wydawnictwa

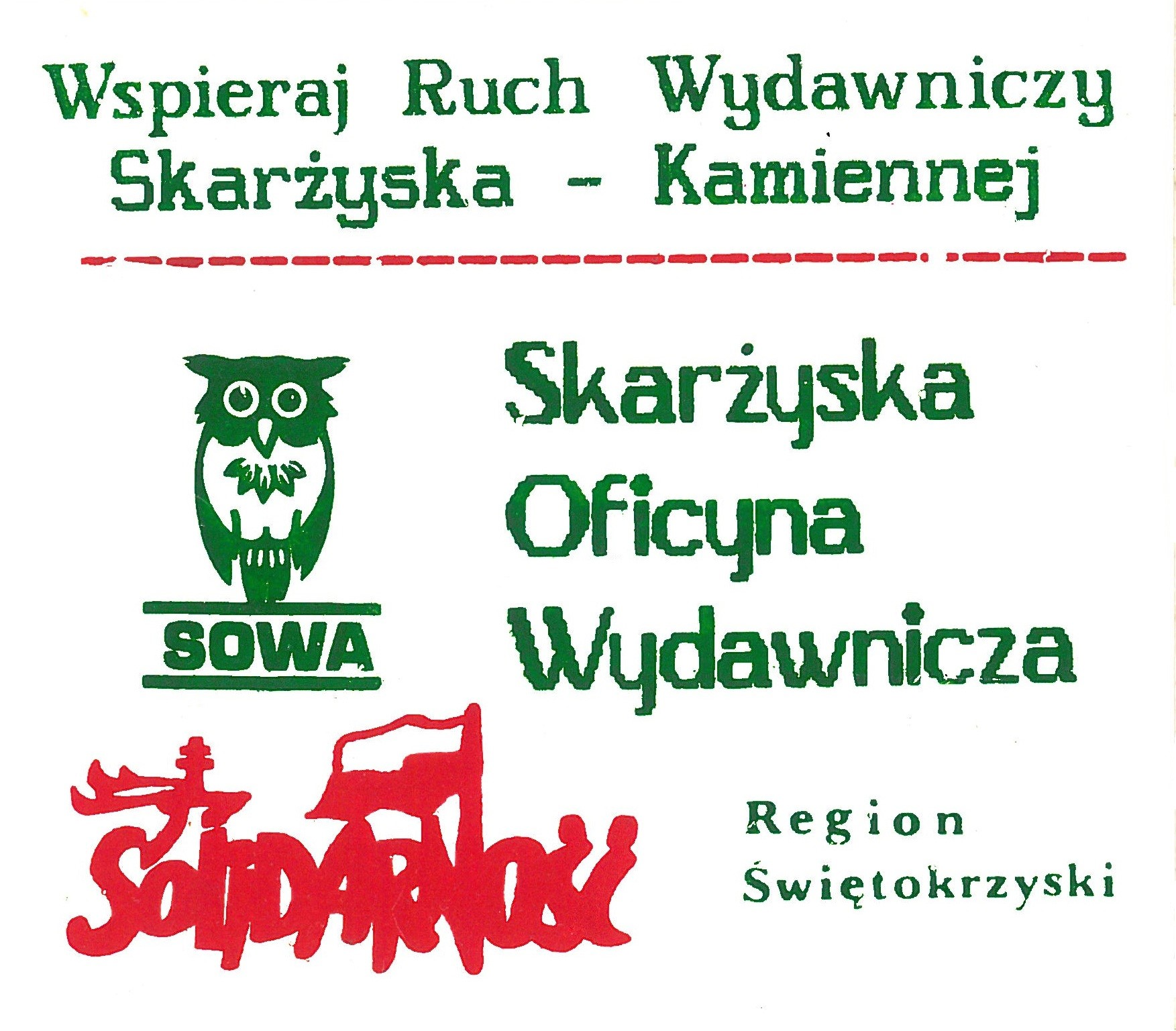
Nalepka promująca wydawnictwo Skarżyska Oficyna Wydawnicza w latach 80.

Zainteresowanie współczesną historią Polski miało decydujące znaczenie przy wyborze pozycji do druku. Nieprzypadkową rolę odegrała tu wizyta Jarosława Malika w Biurze Koordynacyjnym „Solidarności” w Paryżu w 1984 r., której plonem było sprowadzenie przez niego do kraju 18 kaset Paryskiego Wydawnictwa Kasetowego „Kontakt” oraz kilkunastu książek wydanych na Zachodzie. Książki te służyły potem do produkcji matryc offsetowych do wydanych przez „Sowę” książek. Innym znaczącym wydarzeniem w historii wydawnictwa była wizyta Janusza Gębskiego w paryskiej „Kulturze” i rozmowa z Jerzym Giedroyciem, która przypieczętowała zakres tematyki i zainteresowań wydawnictwa. Trwająca kilka lat działalność wydawnicza była efektem determinacji i poświęcenia młodego zespołu wydawców. Naturalna była potrzeba stworzenia pomostu wymiany informacji i uwiarygodnienia młodzieżowej inicjatywy wydawniczej w warunkach konspiracji lat 80. Nieocenione usługi oddał na tym polu Krzysztof Nurzyński, szef „Solidarności” w Zakładach Metalowych w Skarżysku-Kamiennej. Stanowił pomost w sztafecie pokoleniowej bo z jednej strony reprezentował „Solidarność”, z drugiej zaś uwierzytelniał działalność młodzieżowej oficyny, wiedząc o wszystkich jej zamierzeniach. Innym działaczem związkowym który oddał nieocenione przysługi w pracy wydawniczej „Sowy” był Krzysztof Głąb, szef miejskiej „Solidarności”. Obdarzony zaufaniem, był człowiekiem o wielkim sercu który stanowił nieocenioną pomoc w kontaktach z wydawnictwem. 

## "Sowa" a Służba Bezpieczeństwa

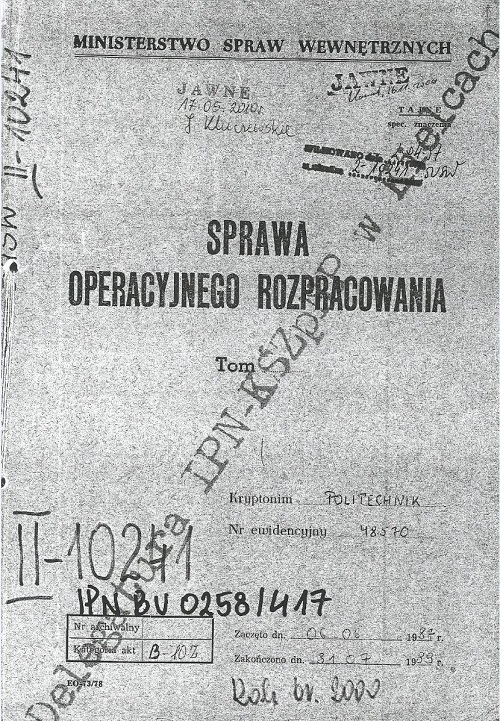
SOR - "Politechnik"

Służba Bezpieczeństwa bezskutecznie próbowała rozpracować operacyjnie środowisko wydawnictwa „Sowa”. Analiza dokumentów zgromadzonych w archiwach Instytutu Pamięci Narodowej na temat Skarżyskiej Oficyny Wydawniczej potwierdza, że wiosną 1987 r. SB prowadziła w sprawie wydawców oraz drukowanych przez nich podziemnych gazet „Nurt” i „Ulotka Świętokrzyska” trzy niezależne od siebie sprawy operacyjnego rozpoznania(SOR): 
- „Politechnik” oraz „Drukarz” (obie dotyczące osoby o pseudonimie „Krzysztof”, w rzeczywistości Jarosław Malik)
- „Kurier” – dotyczącą składanej i drukowanej przez wydawnictwo gazety „Nurt”.
- W lutym 1987 r., tj. trzecim roku istnienia Skarżyskiej Oficyny Wydawniczej, do Naczelnika Wydziału III Wojewódzkiego Urzędu Spraw Wewnętrznych w Kielcach wpłynęło pismo ze Stołecznego Urzędu Spraw Wewnętrznych w Warszawie podpisane przez kpt. K. Ziętalę, zastępcę Naczelnika Wydziału III-2 SUSW. SB uważała, że organizatorem działań wydawnictwa „Sowa” jest figurant o pseudonimie „Krzysztof”. SB nie wiedziała, kim jest NN „Krzysztof”, znając tylko jego pseudonim. W piśmie można przeczytać: „Z posiadanych informacji wynika, ze jednym z organizatorów druku w[yżej] wym[ienionej] gazety („Nurt”), jest prawdopodobnie NN mężczyzna o imieniu Krzysztof (…). Prowadzone są czynności operacyjne zmierzające do ustalenia NN Krzysztofa oraz miejsca ewentualnego druku ww. pisma”.
- W piśmie z dnia 11 marca 1987 r., z WUSW w Kielcach do Naczelnika Wydziału III-2 SUSW w Warszawie, można przeczytać: „Z naszego rozpoznania wynika, że drukowaniem ‘NURTU’ zajmują się figuranci SOR krypt[onim] ‘Kurier’, zamieszkali na terenie Skarżyska". Z pisma wynika, że SB nadal nie wiedziała, kim jest NN „Krzysztof” i posiadała niewielką wiedzę na temat gazety „Nurt”.
- 10 kwietnia 1987 r. w piśmie SUSW w Warszawie do Naczelnika Wydziału V WUSW w Kielcach zostało napisane: „Kontynuowane są czynności zmierzające do ustalenia NN ‘Krzysztofa’ i osób z nim związanych”.

W czerwcu 1987 r. nastąpił moment przełomowy działalności wydawnictwa „Sowa” gdy Jarosław Malik, będąc podchorążym odbywającym służbę wojskową, stał się obiektem zainteresowania kontrwywiadu wojskowego. 11 czerwca 1987 r., został przeniesiony do kompanii karnej oficerów wojska polskiego w Jarosławiu. W archiwach IPN zachowują się notatki operacyjne etatowych oficerów kontrwywiadu, informujące o stanie wiedzy służb specjalnych, dotyczącej działalności J.Malika, jak również o celu zainteresowania jego osobą, przebiegu rozmów, itp. J.Malik odmówił współpracy a wydawnictwo przygotowało w tym czasie, tj. w sierpniu 1987 r. w Skarżysku-Kamiennej, kolejną akcję ulotkową i kolejne pozycje wydawnicze.

## Podsumowanie
Okres działalności środowiska wydawniczego związanego ze Skarżyską Oficyną Wydawniczą należy do niezbadanych, jak dotąd przez IPN, fragmentów działalności konspiracyjnego podziemia lat 80. w regionie świętokrzyskim. Skarżyska Oficyna Wydawnicza nie posiadała własnego zaplecza poligraficznego, a mimo tego prowadziła znaczącą działalność wydawniczą bez wpadki, lub choćby rozpracowania operacyjnego przez Służbę Bezpieczeństwa. Biorąc pod uwagę dorobek wydawniczy, liczbę wydanych książek i gazet „Sowa” była najpoważniejszym ośrodkiem opozycyjnej działalności wydawniczej na Kielecczyźnie w latach 80.